# 紫外线

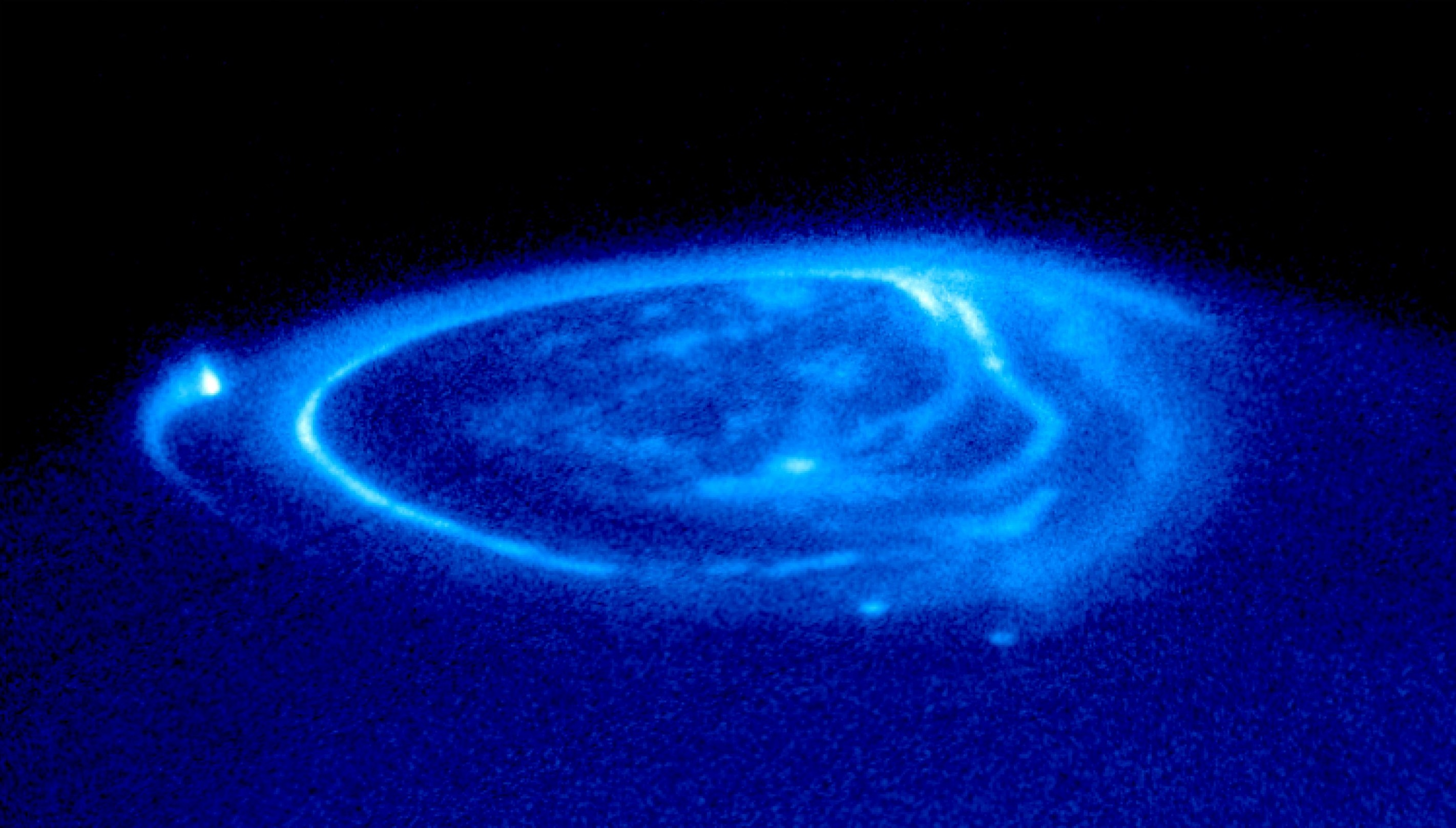
哈勃望远镜以紫外线拍摄的木星极光

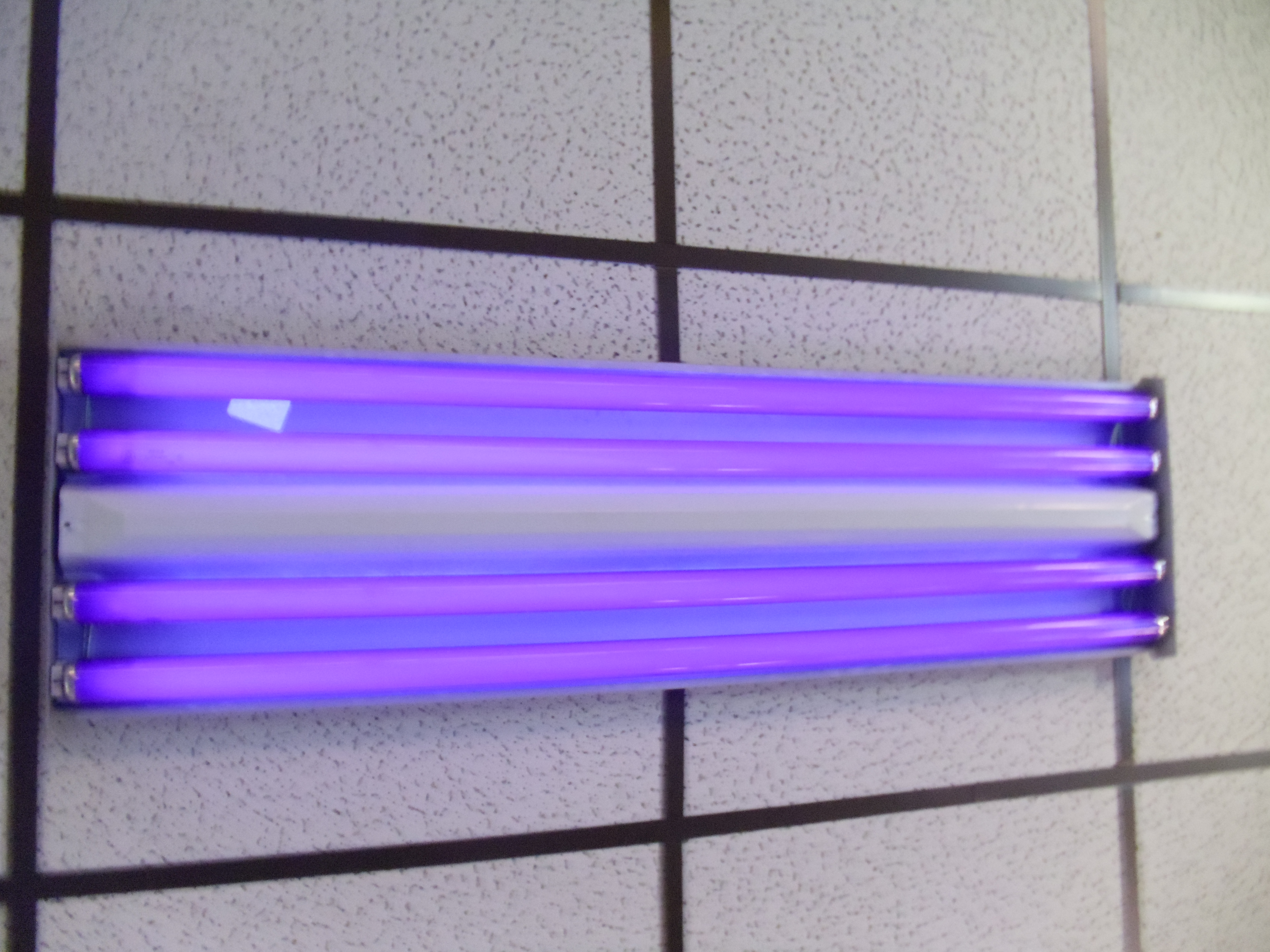
黑光螢光管，是一般長波紫外線的來源。

紫外線（縮寫 ）為波長在10nm至400nm之間的電磁波；其波長比可見光短，但比X射線長。太陽光中含有部分的紫外線，電弧、水銀燈、黑光燈也會發出紫外線。雖然紫外線不屬於游離輻射但紫外線仍會引發化學反應與使一些物質發出螢光。
而小于200纳米的紫外線輻射會被空氣強烈的吸收，因此稱之為真空紫外線。

## 名稱的來源
名稱的意義是「超越紫色」，而紫色是可见光中的顏色中波長最短的。紫外光的波長比紫色光更短，人類通常無法直接看到紫外光，有部分人能看到310nm範圍內的紫外光。

## 分類

### 日常生活
- 紫外線A（UVA）：波長較長，波長介於320~400纳米，可穿透雲層、玻璃進入室內及車內，可穿透至皮膚真皮層，會造成曬黑。UVA可再細分為UVA-2（320~340nm）與UVA-1（340~400nm）。
  - UVA-1穿透力最強，可達真皮層使皮膚曬黑，對皮膚的傷害性最大，但也是對它最容易忽視的，特別在非夏季時UVA-1強度雖然較弱，但仍然存在，會因為長時間累積的量，會造成皮膚傷害。
  - UVA-2則與UVB同樣可到達皮膚表皮，它會引起皮膚曬傷、變紅發痛、日光性角化症、失去透明感。
- 紫外線B（UVB）：波長居中，波長介於280~320纳米，會被臭氧層所吸收，會引起曬傷及皮膚紅、腫、熱及痛，嚴重者還會起水泡或脫皮（類似燒燙傷症狀），但又由於可被臭氧層阻隔，故只有少量會到達地球表面。
- 紫外線C（UVC）：波長介於100~280纳米，但由於200纳米以下的波長為真空紫外線，故可被空氣吸收，因此紫外線C（UVC）可穿越大氣層的波長介於200~280纳米，其波長越短、越危險，不過由於臭氧層可以完全阻隔UVC，所以地球上所有生物不會被UVC傷害。

每一個人對紫外線的容忍度不同，視日照累積量到某一極限，就會造成傷害。而暴露於工業設備產生的UV-C或高強度UV-B及UV-A同樣會造成眼睛表層組織的傷害。

### 科学
紫外辐射（ultraviolet radiation，UVR）的电磁频谱最宽广的定义为 10-400 纳米，可依据 ISO标准 ISO 21348推荐，再细分为若干范围：
| 名称                              | 缩写 | 波长范围，单位纳米（nm） | 能量单位（电子伏特，eV） |
| --------------------------------- | ---- | ------------------------ | ------------------------ |
| 长波紫外光、紫外光A或黑光         | UVA  | 400 nm–315 nm            | 3.10–3.94 eV             |
| 近紫外线                          | NUV  | 400 nm–300 nm            | 3.10–4.13 eV             |
| 中波紫外光、紫外光B               | UVB  | 315 nm–280 nm            | 3.94–4.43 eV             |
| 中紫外线                          | MUV  | 300 nm–200 nm            | 4.13–6.20 eV             |
| 短波紫外光、紫外光C、杀菌紫外辐射 | UVC  | 280 nm–100 nm            | 4.43–12.4 eV             |
| 远紫外线                          | FUV  | 200 nm–122 nm            | 6.20–10.2 eV             |
| 真空紫外线                        | VUV  | 200 nm–10 nm             | 6.20–124 eV              |
| 低能紫外线                        | LUV  | 100 nm–88 nm             | 12.4–14.1 eV             |
| 高能紫外线                        | SUV  | 150 nm–10 nm             | 8.28–124 eV              |
| 极紫外线                          | EUV  | 121 nm–10 nm             | 10.2–124 eV              |

在光雕和雷射技術中，所稱的深紫外線是指波長短於300纳米的紫外線；極紫外線座落在分離的13.5纳米範圍的光譜（在未來計畫也有6.X纳米），只佔有約頻寬的2%。在解析學和生命科學的領域，以「XUV」的縮寫代表極紫外線的光譜範圍特性，以與紫外區（EUV）有所區別。XUV分隔了X射線和真空紫外線（VUV），以內層電子被光電電離的事實－數量級－主導了光子-物質交互作用的效應。這是相對於X射線，真空紫外線的散射主要是與原子和分子的外層電子交互作用導致的（化學活動）。
所以被稱為「真空紫外線」（VUV）是因為會被空氣強烈的吸收，因此只能用在真空環境下。在這個範圍的長波上限，大約在150-200纳米，主要的吸收氣體就是空氣中的氧。因此可以在無氧的環境中，使用這種波長來工作，純氮是最常用的，以避免需要真空室。
大小相當的物件清單，請參閱数量级 (长度)中100 nm那排的資訊。

## 來源

### 天然
太陽輻射出的紫外線包括UVA、UVB、和UVC頻帶。地球的臭氧層阻絕了97-99%穿透大氣層的紫外線輻射。到達地球表面的紫外線98.7%是UVA（UVC和更高能的輻射會促成臭氧的生成，並且形成臭氧層）。更熱的恆星會輻射出比太陽多的紫外線；恆星R136a1的熱能是4.57 eV，落在近紫外線的範圍。
一般玻璃對紫外線的穿透率主要取決於矽的品質，普通的窗玻璃對340纳米以上波長(UVA)的穿透率大約是90%，但對低於340纳米的波長(UVB)，則有90%會被阻擋掉。。
真空紫外線的波長始於200纳米，在真空中當然可以傳遞通過－因此得到這樣的名稱－但在空氣中會被氧分子吸收，因而是無法穿透的。純氮（比氧低約10ppm）在150－200纳米的波段上是可以穿透的，這對半導體的製程是非常有意義的，因為在過程中一直使用短於200纳米的波長。在無氧的環境下工作的人員與設備都無須承受在真空中工作所產生的壓力差。其他在這個光譜範圍工作的科學儀器，像是圓偏光二色性光譜儀，通常也用氮來清潔。
極紫外線的特性被用於物理學上轉換物質的交互作用：比30纳米長的波長主要在化學上與物質的價電子交互作用，更短的波長與內殼層的電子和原子核進行交互作用。EUV/XUV光譜長波末端被設定為30.4纳米的顯著He+譜線。絕大部分已知的物質對XUV都會強烈的吸收，但它也可以製成多層光學，對垂直入射的XUV輻射可以反射約50%。這種技術最早是在1990年代運用在NIXT和MSSTA探空火箭，被用來製作產生太陽影像的望遠鏡（目前的例子有SOHO/EIT和TRACE），及纳米微影技術的設備（印製在非常小尺度的微晶片上的痕跡和裝置）。

### 黑光
一盞黑光燈、伍德燈、或紫外燈是發射出長波的紫外線而很少可見光的燈。黑色螢光燈通常也是相同的形式，普通的黑光燈只使用一種螢光，並且原本透明玻璃的封套會以稱為伍德玻璃的深藍色或紫色玻璃取代，這種有鎳-氧填充料的玻璃幾乎會阻擋所有波長在400纳米以上的可見光。有這種顏色的燈管業界通常稱之為「黑光藍」（BLB），以與其它沒有藍色伍德玻璃的「捕蚊」黑光燈泡（BL）有所區別。通常排放波長峰值接近在368至371纳米的螢光有銪-鍶摻雜的氟硼酸鹽（SrB4O7F:Eu2+）或銪-鍶摻雜的硼酸鹽（SrB4O7:Eu2+），當螢光的峰值在350至350纳米，則是摻有含鉛的矽酸鋇（BaSi2O5：Pb+）。黑光藍燈的峰值在365纳米。
可是「黑光」只產生範圍在UVA的長波紫外線。不像UVB和UVC，他們會直接對DNA造成傷害，導致皮膚癌；黑光侷限於低能量，較長的波長不會造成曬斑，但是還是會破壞膠原纖維和皮膚中的維生素A和D。
黑光也可能是無效的，只是簡單的將白熾燈透明的燈罩換成伍德玻璃。這是製造第一個黑光光源的方法，雖然比螢光的光源便宜，但只有0.1%的輸入功率轉換成有用的輻射，這是因為白熾燈的黑體只排放出很少的紫外線輻射。用白熾燈來產生足量的紫外線，會因為其低下的效率，而引發高熱的危險。使用伍德玻璃的大功率（數百瓦特）水銀蒸氣黑光燈被用來產生紫外線輻射的螢光，主要是使用在劇院及音樂廳。它們在正常的使用過程中也會變得很熱。
有些專門用來吸引昆蟲的特殊紫外線螢光管也使用如同一般的黑光相同的近紫外線螢光，但是使用普通的玻璃而不是更昂貴的伍德玻璃。普通玻璃只會阻擋少量的水銀頻譜中可見光，因此以肉眼看起來是淡藍色的。這種燈在大多數的燈具型錄中被稱為「黑光燈」（BL）。
紫外線也可以由發光二極體和雷射二極體產生。290nm的紫外線在到達地面之前就會被大氣中的臭氧吸收。

### 螢光燈
沒有磷光塗料的螢光燈不能將紫外線轉換成可見光，燈泡內的汞發射出的紫外線有253.7纳米和185纳米兩個峰值。這種燈泡發射的紫外線有85到90%在253.7纳米，雖然只有5到10%是在185纳米，殺菌燈仍然使用添加石英的玻璃來阻隔185纳米波長的紫外線。加上適當的磷光塗料，可以修改產生UVA、UVB、或可見光譜（所有的住宅和商業照明用的螢光管都是以汞為核心發射紫外線）。
這種低壓汞燈廣泛的用於消毒，並且標準的型式在攝氏30度左右是最佳的工作溫度。使用汞合金（混合物）可以讓工作溫度上升至100℃，並且每單位光弧長的UVC發射可以加倍或3倍。這種低壓燈的有效功率大約為30至35%，意味著每100瓦的燈泡電力消耗中，它會產生總產量大約30-35瓦的紫外線的典型效率。

### 發光二極體紫外線燈
雖然許多實用的發光二極體陣列波長限制在365纳米，但發光二極體仍然可以用來製造發射紫外線。發光二極體在365纳米的效率大約只有5-8%，在395纳米接近20%，而在較長波長的紫外線上有較好的效率。這些發光二極體陣列開始被應用在醫療上，並且已經成功的應用在數位列印上和無害的融入紫外線醫療環境。功率密度接近3,000 mW/cm2（30 kW/m2）的紫外发光二极管在現在是可能的，加上最近光敏引發劑（photoinitiator）和樹脂的發展，使得發光二極體醫療紫外線材料的擴展成為可能。

### 雷射
紫外線雷射二極體和紫外線固態雷射也可以製造產生紫外線的輻射，波長可以包括262、266、349、351、355、和375纳米。紫外線雷射已經應用在工業（雷射雕刻）、醫學（皮膚病和角膜切除術）、秘密通訊、和電腦（光學儲存）。它們可以通過應用頻率轉換至較低頻率的雷射，或是從Ce:LiSAF晶體（鈰摻雜氟化鋰鍶鋁），勞倫斯利弗莫爾國家實驗室在90年代開發的製程。

### 氣體放電燈泡
無論有無窗口或使用不同窗口的鎂氟，氬和氘燈經常被作為穩定的來源。

## 檢定和測量紫外線輻射
紫外線的檢測與測量技術隨著部分光譜的多樣性而改變。一些矽探測器在光譜中被廣泛的應用，事實上美國NIST的一些特性是簡單的矽二極體，他們也可以在可見光工作，許多不同的應用程式可以使用在不同的專業。許多尋求趨近適應可見光的技術，但這些可能會受到可見光的影響，從可見光遭受到不需要的感應和多變的不穩定性。一種可變的固態和真空設備已經使用在不同範圍的紫外線頻譜中進行研究。紫外線可以使用適合的光電二極體和光電陰極檢測，而可以對不同部分的紫外線敏感與簡潔的測定。敏感的紫外線光電倍增管是有用的。

### 近紫外線
在200-400纳米之間，存在著各種不同的探測器選擇。

### 真空紫外線
幾十年來在太陽物理和近年來光刻在半導體上的應用，使真空紫外線儀器的技術有很大幅度的進展。雖然光學技術可以刪除多餘可見光對真空紫外線的汙染，一般情況下，探測器可以限制對非紫外線輻射的感應，並且「太陽盲」設備的發展一直是研究的重要領域。相較之下，寬間隙固態設備或具有高防滲光電陰極真空設備比矽二極體更引人注目。最近，以鑽石為基礎的設備發展出了LYRA（參閱Marchywka Effect）。

## 對人類健康的效應
紫外線輻射對健康的影響牽涉到曬太陽的好處和風險的權重，並且也牽連到像是螢光燈和健康的爭議。

### 有益的效果

#### 維生素D
中波紫外線的照射可以誘導皮膚在15分钟内生成1,000國際單位的維生素D。這種維生素對健康有積極的正面影響。它能控制鈣的新陳代謝（這是維持生命正常運作的中樞神經，以及骨骼生長和骨密度）、免疫、細胞增殖、胰島素分泌，和血壓。

#### 美容
中波紫外線（UVB）太少會導致維生素D的缺乏，太多則可能會導致皮膚癌與DNA直接受損。接近中波紫外線的極限值（因人類的膚色而異）就會導致DNA直接受損。人體會認清這種傷害並進行修補，然後會增加黑色素的產生，導致長久性的曬斑。這些曬斑會在照射之後延遲約兩天才出現，但它們的傷害比另一種長波紫外線（UVA2）更久

#### 醫學應用
紫外線輻射在醫學上還有其他的應用，如治療皮膚的牛皮癬（銀屑病）和白斑（白癜風）情況。長波紫外線輻射曾經大量使用在銀屑病以使骨脂結合（PUVA處理），但是現在已經很少用了，因為這種處理使皮膚癌的患者急遽增加，並且中波紫外線輻射有更好的治療效果。對銀屑病和白癜風，以波長311nm的紫外線療效最佳。

### 有害的效應
過度暴露于紫外線輻射可能會導致曬傷和某些形式的皮膚癌，不過最致命形式的惡性黑色素瘤大多由間接的DNA損傷引起（自由基和氧化壓力），這可由92%的黑色素瘤都有紫外線特性的基因突變得知。對人類，長期暴露在紫外線輻射下可能會對皮膚、眼睛、免疫系統等導致急性和慢性的健康影響。此外，紫外C可以導致不同程度的突變或致癌的不利影響。
UVC是能量最高，最危險的紫外線。因為在穿越大氣層時UVC會被過濾掉，因此過去很少受到關注。不過，当它们在杀菌设备中使用，像是对于池塘的殺菌，如果殺菌燈與其他的裝置連接，不是封閉的池塘殺菌裝置，就会造成暴露的風險。
在2011年4月13日，世界衛生組織研究癌症的國際組織將所有類別的紫外線輻射歸類為1級致癌物質。這是被認定的最高等級致癌物質，意味著「沒有足夠的證據來排除它使人類致癌的可能性」。

紫外線以不同的方法危害生物體的DNA。在一種常見的損害事件中，相鄰的胸腺嘧啶彼此相接，而不是跨越「階梯」。這種胸腺嘧啶二聚體會造成腫脹，扭曲了DNA造成分子不正常。

#### 皮膚

##### 致癌風險
|                                         | 目前，在陽光中的紫外線（UV）照射是環境中的人類致癌物質。來自自然的陽光和醫療人造紫外線的毒性是人類健康的主要問題。紫外線輻射對人類正常的皮膚造成的傷害主要是曬傷症狀的紅斑、曬黑、和局部或全身的免疫抑制。 |
| ——Matsumura and Ananthaswamy ，（2004） | |

UVA、UVB和UVC都會損害膠原蛋白。UVA和UVB兩者還會破壞皮膚的維生素A。在過去，UVA被認為是傷害較小的，但今天，眾所周知它有助於皮膚癌間接DNA損傷（通過自由基和活性氧）。它能深入皮膚，但不會造成曬傷。UVA不會像UVB和UVC直接傷害DNA，但它可以生成高活性化學中間體、羥基和氧自由基等，會回過頭來破壞DNA的物質。因為它不會造成皮膚發紅（紅斑），因此他不能用SPF的數值來測試。沒有好的臨床藥物可以阻絕UVA的輻射，但防曬是對阻絕UVA和UVB是很重要的。一些科學家指責防曬霜不能濾除UVA，使防曬霜的使用者成為黑素瘤的高風險者。

## 傷害
紫外線是傷害性光線的一種，經由皮膚的吸收，會傷害DNA（組成染色體基因訊息傳遞的化學運送單位），當DNA遭受破壞、細胞會因而死亡或是發展成不能控制的癌細胞，這就是瘤形成的初期。紫外線已被確定與許多疾病的產生有關；例如：曬傷、白內障、皮膚癌、視覺損害與免疫系統的傷害。

## 殺菌消毒
紫外线杀菌消毒通过使用短波长紫外线（UVC）破坏微生物的核酸和DNA，并诱导形成胸腺嘧啶二聚体以抑制DNA复制，从而杀死或降低微生物活性。UVC被认为是“杀菌紫外线”。此外，紫外线还能将空气中的氧转化为臭氧，进一步起到杀菌作用。自20世纪中叶以来，紫外线消毒已成为一种公认的做法，主要应用于医疗卫生和无菌工作场所。

## 進階讀物
- Hu, S; Ma, F; Collado-Mesa, F; Kirsner, R. S. . Arch. Dermatol. July 2004, 140 (7): 819–824  [2011-12-13]. PMID 15262692. doi:10.1001/archderm.140.7.819. （原始内容存档于2012-02-24）.
- Hockberger, Philip E.  (PDF). Photochemisty and Photobiology. 2002, 76 (6): 561–569  [2011-12-13]. PMID 12511035. doi:10.1562/0031-8655(2002)076<0561:AHOUPF>2.0.CO;2. （原始内容 (– Scholar search)存档于2022-01-14）.
- Allen, Jeannie. . Earth Observatory. NASA, USA. 2001-09-06  [2011-12-13]. （原始内容存档于2008-09-16）.